# Japán az 1984. évi nyári olimpiai játékokon
Japán az egyesült államokbeli Los Angelesben megrendezett 1984. évi nyári olimpiai játékok egyik részt vevő nemzete volt. Az országot az olimpián 22 sportágban 226 sportoló képviselte, akik összesen 32 érmet szereztek.

## Érmesek
| Érem  | Versenyző | Sportág       | Versenyszám                |
| ----- | --- | ------------- | -------------------------- |
| Arany | Mijahara Acudzsi | Birkózás      | Kötöttfogás, 52 kg         |
| Arany | Tomijama Hideaki | Birkózás      | Szabadfogás, 57 kg         |
| Arany | Hoszokava Sindzsi | Cselgáncs     | Férfi légsúly              |
| Arany | Macuoka Josijuki | Cselgáncs     | Férfi harmatsúly           |
| Arany | Szaitó Hitosi | Cselgáncs     | Férfi nehézsúly            |
| Arany | Jamasita Jaszuhiro | Cselgáncs     | Férfi nyílt                |
| Arany | Kamacsi Takeo | Sportlövészet | Férfi gyorstüzelő pisztoly |
| Arany | Gusiken Kódzsi | Torna         | Férfi egyéni összetett     |
| Arany | Moriszue Sindzsi | Torna         | Férfi nyújtó               |
| Arany | Gusiken Kódzsi | Torna         | Férfi gyűrű                |
| Ezüst | Etó Maszaki | Birkózás      | Kötöttfogás, 57 kg         |
| Ezüst | Irie Takasi | Birkózás      | Szabadfogás, 48 kg         |
| Ezüst | Akaisi Kószei | Birkózás      | Szabadfogás, 62 kg         |
| Ezüst | Nagasima Hidejuki | Birkózás      | Szabadfogás, 82 kg         |
| Ezüst | Óta Akira | Birkózás      | Szabadfogás, 90 kg         |
| Ezüst | Gusiken Kódzsi | Torna         | Férfi ugrás                |
| Ezüst | Moriszue Sindzsi | Torna         | Férfi ugrás                |
| Ezüst | Kadzsitani Nobujuki | Torna         | Férfi korlát               |
| Bronz | Szaitó Ikuzó | Birkózás      | Kötöttfogás, 48 kg         |
| Bronz | Takada Júdzsi | Birkózás      | Szabadfogás, 52 kg         |
| Bronz | Nosze Szeiki | Cselgáncs     | Férfi középsúly            |
| Bronz | Jamamoto Hirosi | Íjászat       | Férfi egyéni               |
| Bronz | Szakamoto Cutomu | Kerékpározás  | Férfi egyéni sprint        |
| Bronz | Nemzeti válogatott Egami-Marujama Jumi Morita Kimie Micuja Júko Hirosze Mijoko Isida Kjóko Kagabu Jóko Hiro Norie Szugijama Kajoko Ótani Szacsiko Mijadzsima Keiko Odaka Emiko Nakada Kumi | Röplabda      | Női                        |
| Bronz | Manabe Kazusito | Súlyemelés    | 52 kg                      |
| Bronz | Kotaka Maszahiro | Súlyemelés    | 56 kg                      |
| Bronz | Iszaoka Rjódzsi | Súlyemelés    | 82,5 kg                    |
| Bronz | Motojosi Mivako | Szinkronúszás | Egyéni                     |
| Bronz | Kimura Szaeko Motojosi Mivako | Szinkronúszás | Páros                      |
| Bronz | Gusiken Kódzsi Kadzsitani Nobujuki Hirata Noritosi Moriszue Sindzsi Szotomura Kódzsi Jamavaki Kjódzsi                                                                                      | Torna         | Férfi csapat összetett     |
| Bronz | Szotomura Kódzsi | Torna         | Férfi talaj                |
| Bronz | Gusiken Kódzsi | Torna         | Férfi nyújtó               |

## Atlétika
Férfi
| Versenyző                                                 | Versenyszám     | Előfutam | Előfutam | Előfutam | Negyeddöntő | Negyeddöntő | Negyeddöntő | Elődöntő | Elődöntő | Elődöntő | Döntő    | Döntő    |
| Versenyző                                                 | Versenyszám     | Idő      | Hely.    | Össz.    | Idő         | Hely.       | Össz.       | Idő      | Hely.    | Össz.    | Idő      | Helyezés |
| --------------------------------------------------------- | --------------- | -------- | -------- | -------- | ----------- | ----------- | ----------- | -------- | -------- | -------- | -------- | -------- |
| Fuva Hiroki                                               | 100 m           | 10,56    | 4.       | 29.      | 10,75       | 6.          | 37.         | kiesett  | kiesett  | kiesett  | kiesett  | kiesett  |
| Fuva Hiroki                                               | 200 m           | 21,37    | 5.       | 33.      | kiesett     | kiesett     | kiesett     | kiesett  | kiesett  | kiesett  | kiesett  | kiesett  |
| Takano Szuszumu                                           | 400 m           | 46,26    | 3.       | 22.*     | 45,91       | 4.          | 20.         | 45,88    | 8.       | 15.      | kiesett  | kiesett  |
| Kanai Jutaka                                              | 10 000 m        | 28:14,67 | 2.       | 2.       |             |             |             |          |          |          | 28:27,06 | 7.       |
| Sintaku Hiszatosi                                         | 10 000 m        | 28:24,30 | 4.       | 12.      |             |             |             |          |          |          | 28:55,54 | 16.      |
| Szó Takesi                                                | Maraton         |          |          |          |             |             |             |          |          |          | 2:10:55  | 4.       |
| Szeko Tosihiko                                            | Maraton         |          |          |          |             |             |             |          |          |          | 2:14:13  | 14.      |
| Szó Sigeru                                                | Maraton         |          |          |          |             |             |             |          |          |          | 2:14:38  | 17.      |
| Josida Rjóicsi                                            | 400 m gát       | 50,24    | 2.       | 16.      |             |             |             | 49,92    | 7.       | 12.      | kiesett  | kiesett  |
| Ómori Sigenori                                            | 400 m gát       | 50,14    | 5.       | 15.      |             |             |             | kiesett  | kiesett  | kiesett  | kiesett  | kiesett  |
| Ómori Sigenori Josida Rjóicsi Fuva Hiroki Takano Szuszumu | 4 × 400 m váltó | 3:08,16  | 5.       | 16.      |             |             |             | 3:10,73  | 8.       | 15.      | kiesett  | kiesett  |

Női
| Versenyző      | Versenyszám | Eredmény      | Helyezés      |
| -------------- | ----------- | ------------- | ------------- |
| Szaszaki Nanae | Maraton     | 2:37:04       | 19.           |
| Maszuda Akemi  | Maraton     | nem ért célba | nem ért célba |

Férfi
| Versenyző          | Versenyszám   | Selejtező                   | Selejtező | Döntő                    | Döntő                    |
| Versenyző          | Versenyszám   | Eredmény                    | Helyezés  | Eredmény                 | Helyezés                 |
| ------------------ | ------------- | --------------------------- | --------- | ------------------------ | ------------------------ |
| Szakamoto Takao    | Magasugrás    | 221 cm                      | 15.       | kiesett                  | kiesett                  |
| Takahasi Tomomi    | Rúdugrás      | 530 cm                      | 14.       | érvényes kísérlet nélkül | érvényes kísérlet nélkül |
| Uszui Dzsunicsi    | Távolugrás    | 802 cm (holtverseny) 762 cm | 3.        | 787 cm                   | 7.                       |
| Ueta Jaszusi       | Hármasugrás   | 15,66 m                     | 22.       | kiesett                  | kiesett                  |
| Murofusi Sigenobu  | Kalapácsvetés | 70,92 m                     | 14.       | kiesett                  | kiesett                  |
| Josida Maszami     | Gerelyhajítás | 81,42 m                     | 8.        | 81,98 m                  | 5.                       |
| Mizogucsi Kazuhiro | Gerelyhajítás | 74,82 m                     | 20.       | kiesett                  | kiesett                  |

Női
| Versenyző        | Versenyszám   | Selejtező | Selejtező | Döntő    | Döntő    |
| Versenyző        | Versenyszám   | Eredmény  | Helyezés  | Eredmény | Helyezés |
| ---------------- | ------------- | --------- | --------- | -------- | -------- |
| Fukumicu Hiszajo | Magasugrás    | 187 cm    | 17.       | kiesett  | kiesett  |
| Szató Megumi     | Magasugrás    | 184 cm    | 18.       | kiesett  | kiesett  |
| Macui Emi        | Gerelyhajítás | 57,72 m   | 14.       | kiesett  | kiesett  |
| Mori Minori      | Gerelyhajítás | 56,60 m   | 16.       | kiesett  | kiesett  |

* - egy másik versenyzővel azonos eredményt ért el

## Birkózás
Kötöttfogású
| Versenyző          | Versenyszám | Vigaszágas kiesés | Vigaszágas kiesés | 5. helyért        | Bronz- mérkőzés        | Döntő                          | Helyezés    |
| Versenyző          | Versenyszám | Ellenfél Eredmény | Hely.             | Ellenfél Eredmény | Ellenfél Eredmény      | Ellenfél Eredmény              | Helyezés    |
| ------------------ | ----------- | --- | ----------------- | ----------------- | ---------------------- | ------------------------------ | ----------- |
| Szaitó Ikuzó       | 48 kg       | B csoport · Gustavo Delgado (MEX) · 12–0 · Lars Ronningen (NOR) · 14–2 · Döntő · Cson Dedzse (Jeon Dae-Je) (KOR) · 15–13 · Markus Scherer (FRG) · 7–18                                   | 2.                |                   | Salih Bora (TUR) · 7–5 |                                |             |
| Mijahara Acudzsi   | 52 kg       | A csoport · Mihai Cişmaş (ROU) · passzivitás · Jean-Pierre Chambellan (FRA) · 12–0 · Jon Ronningen (NOR) · 12–10 · Döntő · Pang Dedu (Bang Dae-Du) (KOR) · 15–11                         | 1.                |                   |                        | Daniel Aceves (MEX) · 9–4      |             |
| Etó Maszaki        | 57 kg       | A csoport · Ali Lachkar (MAR) · 8–4 · Abdel Latif Khalaf (EGY) · 16–4 · Antonino Caltabiano (ITA) · passzivitás · Döntő · Babis Kholidis (GRE) · 6–6 · Benni Ljungbeck (SWE) · kétvállas | 1.                |                   |                        | Pasquale Pasarelli (FRG) · 5–8 |             |
| Oszanai Szeiicsi   | 62 kg       | B csoport · Hannu Lahtinen (FIN) · 3–0 · Brahim Loksairi (MAR) · 13–5 · Salem Bekhit (EGY) · 7–11 · Hugo Dietsche (SUI) · 8–2 · Kim Vongi (Kim Won-gi) (KOR) · 2–4                       | 4.                | kiesett           | kiesett                | kiesett                        | 8.          |
| Nemoto Szeidzsi    | 68 kg       | A csoport · Dietmar Streitler (AUT) · 5–6 · Vlado Lisjak (YUG) · 0–7 | 6.                | kiesett           | kiesett                | kiesett                        | helyezetlen |
| Mukai Takahiro     | 74 kg       | A csoport · Celal Taşkıran (TUR) · 9–10 · Martial Mischler (FRA) · 1–13 | 7.                | kiesett           | kiesett                | kiesett                        | helyezetlen |
| Morijama Jaszutosi | 82 kg       | B csoport · Dimitrios Thanopoulos (GRE) · passzivitás · Georg Marchl (AUT) · passzivitás                                                                                                 | 7.                | kiesett           | kiesett                | kiesett                        | helyezetlen |
| Hasze Hirosi       | 90 kg       | B csoport · Ilie Matei (ROU) · 0–13 · Jean-François Court (FRA) · 0–4 | 6.                | kiesett           | kiesett                | kiesett                        | helyezetlen |
| Fudzsita Josihiro  | 100 kg      | B csoport · Greg Gibson (USA) · 1–14 · Jožef Tertei (YUG) · 0–4 | 4.                | kiesett           | kiesett                | kiesett                        | 7.          |
| Andó Maszaja       | +100 kg     | A csoport · Panagiotis Poikilidis (GRE) · 7–11 · Refik Memišević (YUG) · passzivitás | 4.                | kiesett           | kiesett                | kiesett                        | 6.          |

Szabadfogású
| Versenyző          | Versenyszám | Vigaszágas kiesés | Vigaszágas kiesés | 5. helyért                                    | Bronz- mérkőzés                         | Döntő                          | Helyezés |
| Versenyző          | Versenyszám | Ellenfél Eredmény | Hely.             | Ellenfél Eredmény                             | Ellenfél Eredmény                       | Ellenfél Eredmény              | Helyezés |
| ------------------ | ----------- | --- | ----------------- | --------------------------------------------- | --------------------------------------- | ------------------------------ | -------- |
| Irie Takasi        | 48 kg       | A csoport · Kent Andersson (SWE) · kétvállas · Szon Gapto (Son Gap-Do) (KOR) · 8–7 · Döntő · Szon Gapto (Son Gap-Do) (KOR) · 8–7 · Kent Andersson (SWE) · kétvállas                                                                                   | 1.                |                                               |                                         | Bobby Weaver (USA) · kétvállas |          |
| Takada Júdzsi      | 52 kg       | B csoport · Talla Diaw (SEN) · kétvállas · Bernardo Olvera (MEX) · 12–0 · a 3. fordulóban erőnyerő · Döntő · Šaban Trstena (YUG) · 0–0 (bírói) · Mahabir Singh (IND) · 14–2                                                                           | 2.                |                                               | Ray Takahashi (CAN) · 12–0              |                                |          |
| Tomijama Hideaki   | 57 kg       | A csoport · Ibrahim Akgül (TUR) · kétvállas · Brian Aspen (GBR) · kétvállas · Orlando Cáceres (PUR) · 11–3 · Rohtas Singh (IND) · kétvállas · Döntő · Rohtas Singh (IND) · kétvállas · Orlando Cáceres (PUR) · 11–3                                   | 1.                |                                               |                                         | Barry Davis (USA) · 8–3        |          |
| Akaisi Kószei      | 62 kg       | A csoport · Bob Robinson (CAN) · 7–4 · Carmelo Flores (PUR) · kétvállas · Martin Herbster (FRG) · 1–8 · Selman Kaygusuz (TUR) · 12–0 · Döntő · I Dzsonggun (Lee Jeong-Geun) (KOR) · 7–0                                                               | 1.                |                                               |                                         | Randy Lewis (USA) · 11–24      |          |
| Kamimura Maszakazu | 68 kg       | B csoport · az 1. fordulóban erőnyerő José Betancourt (PUR) · passzivitás · Victor Kede Manga (CMR) · kétvállas · Ju Inthak (Yu In-Tak) (KOR) · 4–11 · Erwin Knosp (FRG) · 6–2 · Döntő · Fevzi Şeker (TUR) · 5–5 · Ju Inthak (Yu In-Tak) (KOR) · 4–11 | 2.                |                                               | Jukka Rauhala (FIN) · feladta (sérülés) |                                | 4.       |
| Higucsi Naomi      | 74 kg       | B csoport · Rajinder Singh (IND) · 2–5 · Fitz Walker (GBR) · 7–4 · Marc Mongeon (CAN) · 11–3 · Houkreo Bambe (CMR) · kétvállas · Döntő · Martin Knosp (FRG) · kétvállas                                                                               | 3.                | Han Mjongu (Han Myeong-U) (KOR) · 7–3         |                                         |                                | 5.       |
| Nagasima Hidejuki  | 82 kg       | A csoport · Kim Theu (Kim Tae-U) (KOR) · 5–10 · Barthelémy N'To (CMR) · kétvállas · Günter Busarello (AUT) · 7–4 · Iraklis Deskoulidis (GRE) · 6–1 · Döntő · Reiner Trik (FRG) · 6–3 · Kim Theu (Kim Tae-U) (KOR) · 5–10                              | 1.                |                                               |                                         | Mark Schultz (USA) · 0–13      |          |
| Óta Akira          | 90 kg       | B csoport · Michele Azzola (ITA) · 7–1 · Abdul Breesam Rahman (IRQ) · kétvállas · Bodo Lukowski (FRG) · kétvállas · Döntő · Macauley Appah (NGR) · 13–0 · Noel Loban (GBR) · 4–2                                                                      | 1.                |                                               |                                         | Ed Banach (USA) · 3–15         |          |
| Honda Tamon        | 100 kg      | B csoport · Ambroise Sarr (SEN) · kétvállas · a 2. fordulóban erőnyerő · Hayri Sezgin (TUR) · 4–9 · Döntő · Hayri Sezgin (TUR) · 4–9 · Lou Banach (USA) · kétvállas                                                                                   | 3.                | Georgios Poikilidis (GRE) · feladta (sérülés) |                                         |                                | 5.       |
| Isimori Kóicsi     | +100 kg     | B csoport · Hassan El-Haddad (EGY) · 4–6 · Bob Molle (CAN) · kétvállas · 3. helyért · Mamadou Sakho (SEN) · kétvállas | 4.                | kiesett                                       | kiesett                                 | kiesett                        | 7.       |

## Cselgáncs
| Versenyző          | Versenyszám  | Csoport | Selejtező                   | 32-es főtábla                    | Nyolcaddöntő                 | Negyeddöntő                            | Elődöntő                       | Vigaszág nyolcaddöntő  | Vigaszág negyeddöntő             | Vigaszág elődöntő         | Bronz- mérkőzés          | Döntő                                    | Helyezés |
| Versenyző          | Versenyszám  | Csoport | Ellenfél Eredmény           | Ellenfél Eredmény                | Ellenfél Eredmény            | Ellenfél Eredmény                      | Ellenfél Eredmény              | Ellenfél Eredmény      | Ellenfél Eredmény                | Ellenfél Eredmény         | Ellenfél Eredmény        | Ellenfél Eredmény                        | Helyezés |
| ------------------ | ------------ | ------- | --------------------------- | -------------------------------- | ---------------------------- | -------------------------------------- | ------------------------------ | ---------------------- | -------------------------------- | ------------------------- | ------------------------ | ---------------------------------------- | -------- |
| Hoszokava Sindzsi  | Légsúly      | B       |                             | Joao Neves (POR) · GY            | Luiz Shinohara (BRA) · GY    | Felice Mariani (ITA) · GY              | Neil Eckersley (GBR) · GY      |                        |                                  |                           |                          | Kim Dzsejop (Kim Jae-Yeop) (KOR) · GY    |          |
| Macuoka Josijuki   | Harmatsúly   | A       | Jörgen Häggqvist (SWE) · GY | Philip Laats (BEL) · GY          | Stephen Gawthorpe (GBR) · GY | Bienvenu Mbida (CGO) · GY              | Marc Alexandre (FRA) · GY      |                        |                                  |                           |                          | Hvang Dzsongo (Hwang Jeong-O) (KOR) · GY |          |
| Nakanisi Hidetosi  | Könnyűsúly   | B       |                             | Ibrahima Diallo (SEN) · GY       | Federico Vizcarra (MEX) · GY | An Bjonggun (An Byeong-Geun) (KOR) · V |                                |                        |                                  | Kieran Foley (IRL) · GY   | Kerrith Brown (GBR) · V  |                                          | 5.       |
| Takano Hiromicu    | Váltósúly    | B       | erőnyerő                    | Frank Wieneke (FRG) · V          |                              |                                        |                                | Gaston Oula (CIV) · GY | Walid Mohamed Hussain (EGY) · GY | Kevin Doherty (CAN) · GY  | Mircea Frăţică (ROU) · V |                                          | 5.       |
| Nosze Szeiki       | Középsúly    | A       |                             | Kósztasz Papakósztasz (CYP) · GY | Eduardo Novoa (CHI) · GY     | Peter Seisenbacher (AUT) · V           |                                |                        |                                  | Stanko Lopatić (YUG) · GY | Fabien Canu (FRA) · GY   |                                          |          |
| Mihara Maszato     | Félnehézsúly | B       |                             | erőnyerő                         | erőnyerő                     | Ha Hjongdzsu (Ha Hyeong-Ju) (KOR) · V  |                                |                        |                                  |                           | Joseph Meli (CAN) · V    | kiesett                                  | 7.       |
| Szaitó Hitosi      | Nehézsúly    | B       |                             |                                  | Mark Berger (CAN) · GY       | Isidore Silas (CMR) · GY               | Radomir Kovačević (YUG) · GY   |                        |                                  |                           |                          | Angelo Parisi (FRA) · GY                 |          |
| Jamasita Jaszuhiro | Nyílt        | B       |                             |                                  | Lansana Coly (SEN) · GY      | Arthur Schnabel (FRG) · GY             | Laurent del Colombo (FRA) · GY |                        |                                  |                           |                          | Mohamed Ali Rashwan (EGY) · GY           |          |

## Evezés
Férfi
| Versenyző                                                                  | Versenyszám      | Előfutam | Előfutam | Vigaszág | Vigaszág | Elődöntő | Elődöntő | Döntő   | Döntő   | Döntő   | Helyezés    |
| Versenyző                                                                  | Versenyszám      | Idő      | Hely.    | Idő      | Hely.    | Idő      | Hely.    | Típus   | Idő     | Hely.   | Helyezés    |
| -------------------------------------------------------------------------- | ---------------- | -------- | -------- | -------- | -------- | -------- | -------- | ------- | ------- | ------- | ----------- |
| Horiucsi Sunszuke                                                          | Egypárevezős     | 7:58,36  | 4.       | 7:32,53  | 4.       | kiesett  | kiesett  | kiesett | kiesett | kiesett | helyezetlen |
| Mijosi Szatoru Abe Tadasi Kavamoto Sunszuke Maegucsi Hideaki Koike Akihiro | Kormányos négyes | 6:54,51  | 4.       | 6:55,33  | 6.       |          |          | B       | 6:52,62 | 2.      | 8.          |

## Íjászat
| Versenyző           | Versenyszám  | 1. forduló | 1. forduló | 2. forduló | 2. forduló | Összesítés             | Összesítés |
| Versenyző           | Versenyszám  | Pont       | Hely.      | Pont       | Hely.      | Pont                   | Helyezés   |
| ------------------- | ------------ | ---------- | ---------- | ---------- | ---------- | ---------------------- | ---------- |
| Jamamoto Hirosi     | Férfi egyéni | 1276       | 3.         | 1287       | 3.         | 2563                   |            |
| Macusita Takajosi   | Férfi egyéni | 1264       | 7.         | 1288       | 2.         | 2552                   | 4.         |
| Simamura Icsiró     | Férfi egyéni | 1148       | 52.        | 1164       | 49.        | 2312                   | 52.        |
| Isizu Hiroko        | Női egyéni   | 1263       | 6.         | 1261       | 4.         | 2524                   | 4.         |
| Szató-Hokari Minako | Női egyéni   | 1241       | 11.        | 1240       | 13.        | 2481 (holtverseny) 287 | 10.        |

## Kajak-kenu
| Versenyző                         | Versenyszám         | Előfutam | Előfutam | Előfutam | Vigaszág | Vigaszág | Vigaszág | Elődöntő | Elődöntő | Elődöntő | Döntő   | Döntő    |
| Versenyző                         | Versenyszám         | Idő      | Hely.    | Össz.    | Idő      | Hely.    | Össz.    | Idő      | Hely.    | Össz.    | Idő     | Helyezés |
| --------------------------------- | ------------------- | -------- | -------- | -------- | -------- | -------- | -------- | -------- | -------- | -------- | ------- | -------- |
| Koike Kazumori Janagiszava Hiszao | Kajak kettes 500 m  | 1:44,95  | 5.       | 16.      | 1:47,42  | 5.       | 10.      | kiesett  | kiesett  | kiesett  | kiesett | kiesett  |
| Koike Kazumori Janagiszava Hiszao | Kajak kettes 1000 m | 3:49,63  | 6.       | 16.      | 4:00,02  | 4.       | 8.       | kiesett  | kiesett  | kiesett  | kiesett | kiesett  |
| Inoue Kijoto                      | Kenu egyes 500 m    | 2:06,61  | 3.       | 6.       | erőnyerő | erőnyerő | erőnyerő | 2:03,55  | 2.       | 7.       | 2:01,79 | 6.       |
| Inoue Kijoto                      | Kenu egyes 1000 m   | 4:28,05  | 4.       | 8.       | 4:23,73  | 2.       | 2.       |          |          |          | 4:18,72 | 8.       |
| Fukuzato Súszei Izumi Hirojuki    | Kenu kettes 500 m   | 1:52,41  | 4.       | 8.       | 1:51,37  | 2.       | 2.       |          |          |          | 1:50,22 | 8.       |
| Fukuzato Súszei Izumi Hirojuki    | Kenu kettes 1000 m  | 4:05,26  | 5.       | 10.      | 4:10,77  | 4.       | 4.       | kiesett  | kiesett  | kiesett  | kiesett | kiesett  |

## Kerékpározás

### Országúti kerékpározás
Férfi
| Versenyző         | Versenyszám   | Idő              | Helyezés |
| ----------------- | ------------- | ---------------- | -------- |
| Takahasi Macujosi | Mezőnyverseny | 5:22:17 (+22:20) | 45.      |

Női
| Versenyző  | Versenyszám   | Idő              | Helyezés |
| ---------- | ------------- | ---------------- | -------- |
| Abe Vakako | Mezőnyverseny | 2:40:12 (+28:58) | 40.      |

### Pálya-kerékpározás
Sprintverseny
| Versenyző        | Versenyszám  | 1. forduló                                     | 1. forduló | Vigaszág                | Vigaszág | Döntő                  | Döntő | 2. forduló                                  | 2. forduló | Vigaszág             | Vigaszág | Nyolcaddöntő                                          | Nyolcaddöntő | Vigaszág                                                       | Vigaszág | Döntő                | Döntő   | Negyeddöntő                                | 5–8. helyért           | 5–8. helyért | Elődöntő                         | Döntő                                                | Helyezés |
| Versenyző        | Versenyszám  | Ellenfelek Győztes idő                         | Hely       | Ellenfelek Győztes idő  | Hely     | Ellenfelek Győztes idő | Hely  | Ellenfél Győztes idő                        | Hely       | Ellenfél Győztes idő | Hely     | Ellenfelek Győztes idő                                | Hely         | Ellenfelek Győztes idő                                         | Hely     | Ellenfél Győztes idő | Hely    | Ellenfél Győztes idő                       | Ellenfelek Győztes idő | Hely         | Ellenfél Győztes idő             | Ellenfél Győztes idő                                 | Helyezés |
| ---------------- | ------------ | ---------------------------------------------- | ---------- | ----------------------- | -------- | ---------------------- | ----- | ------------------------------------------- | ---------- | -------------------- | -------- | ----------------------------------------------------- | ------------ | -------------------------------------------------------------- | -------- | -------------------- | ------- | ------------------------------------------ | ---------------------- | ------------ | -------------------------------- | ---------------------------------------------------- | -------- |
| Szakamoto Cutomu | Férfi egyéni | Marcelo Alexandre (ARG) · 11,87                | 2.         | Brian Lyn (ANT) · 11,35 | 1.       |                        |       | Alex Ongaro (CAN) · 11,07                   | 1.         |                      |          | Gabriele Sella (ITA) · Franck Dépine (FRA) · 11,31    | 1.           |                                                                |          |                      |         | Kenrick Tucker (AUS) · 11,20; 11,51; 11,26 |                        |              | Mark Gorski (USA) · 11,17; 10,74 | Bronzmérkőzés · Philippe Vernet (FRA) · 11,06; 11,03 |          |
| Nakatake Kacuo   | Férfi egyéni | Charles Pile (BAR) · Paulo Jamur (BRA) · 11,92 | 1.         |                         |          |                        |       | Li Fu-hsziang (Lee Fu-Hsiang) (TPE) · 12,05 | 1.         |                      |          | Kenrick Tucker (AUS) · Gerhard Scheller (FRG) · 11,58 | 3.           | Li Fu-hsziang (Lee Fu-Hsiang) (TPE) · Mark Barry (GBR) · 11,67 | 2.       | kiesett              | kiesett | kiesett                                    | kiesett                | kiesett      | kiesett                          | kiesett                                              | kiesett  |

Időfutam
| Név              | Versenyszám  | Idő     | Helyezés |
| ---------------- | ------------ | ------- | -------- |
| Szakamoto Cutomu | Férfi egyéni | 1:08,87 | 13.      |

Üldözőversenyek
| Versenyző                                                       | Versenyszám  | Selejtező | Selejtező | Negyeddöntő  | Negyeddöntő | Elődöntő     | Elődöntő  | Döntő        | Döntő     | Helyezés |
| Versenyző                                                       | Versenyszám  | Idő       | Hely.     | Ellenfél Idő | Saját idő   | Ellenfél Idő | Saját idő | Ellenfél Idő | Saját idő | Helyezés |
| --------------------------------------------------------------- | ------------ | --------- | --------- | ------------ | ----------- | ------------ | --------- | ------------ | --------- | -------- |
| Kuvazava Akio Okada Harumicu Szarudate Micugu Cumuraja Josihiro | Férfi csapat | 4:34,39   | 11.       | kiesett      | kiesett     | kiesett      | kiesett   | kiesett      | kiesett   | kiesett  |

Pontverseny
| Név           | Versenyszám | Selejtező | Selejtező  | Selejtező | Döntő   | Döntő      | Döntő    |
| Név           | Versenyszám | Pont      | Körhátrány | Hely.     | Pont    | Körhátrány | Helyezés |
| ------------- | ----------- | --------- | ---------- | --------- | ------- | ---------- | -------- |
| Kuvazava Akio | Férfi       | 8         | –1         | 15.       | kiesett | kiesett    | kiesett  |
| Szató Hitosi  | Férfi       | 2         | –2         | 15.       | kiesett | kiesett    | kiesett  |

## Kézilabda

### Férfi
| Japán férfi kézilabdacsapat-játékoskeret                                                                                                 | Japán férfi kézilabdacsapat-játékoskeret                                                                             |
| --- | --- |
| - Itó Hidetada - Tagucsi Kacutosi - Szeki Kenzó - Nisijama Kijosi - Macui Kódzsi - Nakamoto Micuaki - Szaszaki Nobuo - Takamura Szeiicsi | - Gamó Szeimei - Jamamoto Sindzsi - Óhata Takahiro - Ikenoue Takasi - Ikoma Jaszuo - Siga Josihiro - Uemura Jukihiko |

#### Eredmények
Csoportkör
A csoport
| Csapat            | M | Gy | D | V | G+  | G–  | Gk  | P |
| ----------------- | - | -- | - | - | --- | --- | --- | - |
| Jugoszlávia (YUG) | 5 | 4  | 1 | 0 | 123 | 76  | +47 | 9 |
| Románia (ROU)     | 5 | 4  | 0 | 1 | 120 | 91  | +29 | 8 |
| Izland (ISL)      | 5 | 3  | 1 | 1 | 102 | 96  | +6  | 7 |
| Svájc (SUI)       | 5 | 2  | 0 | 3 | 83  | 102 | –19 | 4 |
| Japán (JPN)       | 5 | 1  | 0 | 4 | 84  | 117 | –33 | 2 |
| Algéria (ALG)     | 5 | 0  | 0 | 5 | 75  | 105 | –30 | 0 |

| 1984. július 31. 18:30 | Svájc (SUI) | 20–13 | Japán (JPN) |  |
| 1984. július 31. 18:30 | (7–6)       |       |             |  |
| 1984. július 31. 18:30 |             |       |             |  |

| 1984. augusztus 2. 18:30 | Jugoszlávia (YUG) | 32–15 | Japán (JPN) |  |
| 1984. augusztus 2. 18:30 | (14–8)            |       |             |  |
| 1984. augusztus 2. 18:30 |                   |       |             |  |

| 1984. augusztus 4. 11:00 | Izland (ISL) | 21–17 | Japán (JPN) |  |
| 1984. augusztus 4. 11:00 | (9–9)        |       |             |  |
| 1984. augusztus 4. 11:00 |              |       |             |  |

| 1984. augusztus 6. 18:30 | Románia (ROU) | 28–22 | Japán (JPN) |  |
| 1984. augusztus 6. 18:30 | (12–11)       |       |             |  |
| 1984. augusztus 6. 18:30 |               |       |             |  |

| 1984. augusztus 8. 18:30 | Japán (JPN) | 17–16 | Algéria (ALG) |  |
| 1984. augusztus 8. 18:30 | (11–7)      |       |               |  |
| 1984. augusztus 8. 18:30 |             |       |               |  |

A 9. helyért
| 1984. augusztus 10. 18:30 | Egyesült Államok (USA) | 24–16 | Japán (JPN) |  |
| 1984. augusztus 10. 18:30 | (9–5)                  |       |             |  |
| 1984. augusztus 10. 18:30 |                        |       |             |  |

| Csapat      | Helyezés |
| ----------- | -------- |
| Japán (JPN) | 10.      |

## Lovaglás
Díjlovaglás
| Versenyző         | Ló      | Versenyszám | Selejtező | Selejtező | Döntő   | Döntő    |
| Versenyző         | Ló      | Versenyszám | Pont      | Hely.     | Pont    | Helyezés |
| ----------------- | ------- | ----------- | --------- | --------- | ------- | -------- |
| Nakamata Oszamu   | Medina  | Egyéni      | 1271      | 38.       | kiesett | kiesett  |
| Hiromacu Nobutada | Win-Sol | Egyéni      | 1246      | 40.       | kiesett | kiesett  |

Díjugratás
| Versenyző                                               | Ló                                   | Versenyszám | 1. forduló | 1. forduló | 2. forduló    | 2. forduló    | Összesen | Összesen |
| Versenyző                                               | Ló                                   | Versenyszám | Pont       | Hely.      | Pont          | Hely.         | Pont     | Helyezés |
| ------------------------------------------------------- | ------------------------------------ | ----------- | ---------- | ---------- | ------------- | ------------- | -------- | -------- |
| Tóki Súicsi                                             | The Shinto                           | Egyéni      | 10,50      | 14.        | nem ért célba | nem ért célba | kiesett  | kiesett  |
| Nakano Josihiro                                         | Colman                               | Egyéni      | 24,00      | 34.        | nem ért célba | nem ért célba | kiesett  | kiesett  |
| Tomura Takasi                                           | Purplex                              | Egyéni      | 48,25      | 46.        | nem ért célba | nem ért célba | kiesett  | kiesett  |
| Tóki Súicsi Tomura Takasi Nakano Josihiro Obata Rjúicsi | The Shinto Purplex Colman Goldfinder | Csapat      | 53,50      | 9.         | 83,75         | 11.           | 137,25   | 11.      |

## Műugrás
Férfi
| Versenyző        | Versenyszám        | Selejtező | Selejtező | Döntő   | Döntő    |
| Versenyző        | Versenyszám        | Pont      | Helyezés  | Pont    | Helyezés |
| ---------------- | ------------------ | --------- | --------- | ------- | -------- |
| Jamagisi Iszao   | Egyéni műugrás     | 427,14    | 25.       | kiesett | kiesett  |
| Jamagisi Iszao   | Egyéni toronyugrás | 462,09    | 17.       | kiesett | kiesett  |
| Nakasima Maszasi | Egyéni toronyugrás | 466,74    | 15.       | kiesett | kiesett  |

Női
| Versenyző      | Versenyszám        | Selejtező | Selejtező | Döntő  | Döntő    |
| Versenyző      | Versenyszám        | Pont      | Helyezés  | Pont   | Helyezés |
| -------------- | ------------------ | --------- | --------- | ------ | -------- |
| Mabucsi Josino | Egyéni toronyugrás | 348,60    | 9.        | 349,95 | 9.       |

## Ökölvívás
| Versenyző        | Versenyszám   | Selejtező         | 32-es főtábla                     | Nyolcaddöntő                | Negyeddöntő             | Elődöntő          | Döntő             | Helyezés |
| Versenyző        | Versenyszám   | Ellenfél Eredmény | Ellenfél Eredmény                 | Ellenfél Eredmény           | Ellenfél Eredmény       | Ellenfél Eredmény | Ellenfél Eredmény | Helyezés |
| ---------------- | ------------- | ----------------- | --------------------------------- | --------------------------- | ----------------------- | ----------------- | ----------------- | -------- |
| Kuroiva Mamoru   | Papírsúly     |                   | erőnyerő                          | Francis Tejedor (COL) · 4:1 | Keith Mwila (ZAM) · 0:5 | kiesett           | kiesett           | 5.       |
| Szegava Szeiki   | Légsúly       |                   | Junior Ward (GUY) · KO            | Eyüp Can (TUR) · 1:4        | kiesett                 | kiesett           | kiesett           | 9.       |
| Takami Hiroaki   | Harmatsúly    | erőnyerő          | Gamal El-Din El-Koumy (EGY) · 4:1 | Dale Walters (CAN) · 0:5    | kiesett                 | kiesett           | kiesett           | 9.       |
| Higasi Szatoru   | Pehelysúly    | erőnyerő          | Noureddine Boughanmi (TUN) · 4:1  | Omar Catari (VEN) · 1:4     | kiesett                 | kiesett           | kiesett           | 9.       |
| Miura Kunihiro   | Kisváltósúly  | erőnyerő          | Lotfi Belkhir (TUN) · 1:4         | kiesett                     | kiesett                 | kiesett           | kiesett           | 17.      |
| Hiranaka Akinobu | Váltósúly     | erőnyerő          | Genaro León (MEX) · 0:5           | kiesett                     | kiesett                 | kiesett           | kiesett           | 17.      |
| Ogivara Csiharu  | Nagyváltósúly | erőnyerő          | Mario Centeno (NCA) · KO          | Rod Douglas (GBR) · 1:4     | kiesett                 | kiesett           | kiesett           | 9.       |

## Öttusa
| Versenyző                                  | Versenyszám | Lovaglás | Lovaglás | Lovaglás | Vívás    | Vívás | Vívás | Úszás    | Úszás | Úszás | Lövészet | Lövészet | Lövészet | Futás    | Futás | Futás | Összesen    | Összesen |
| Versenyző                                  | Versenyszám | Idő      | Pont     | Hely.    | Pontszám | Pont  | Hely. | Idő      | Pont  | Hely. | Eredmény | Pont     | Hely.    | Idő      | Pont  | Hely. | Összes pont | Helyezés |
| ------------------------------------------ | ----------- | -------- | -------- | -------- | -------- | ----- | ----- | -------- | ----- | ----- | -------- | -------- | -------- | -------- | ----- | ----- | ----------- | -------- |
| Ucsida Sódzsi                              | Egyéni      | 1:25,14  | 1010     | 28.      | 26–25    | 780   | 24.   | 3:50,636 | 1028  | 46.   | 188      | 868      | 33.      | 13:27,21 | 1143  | 17.   | 4829        | 28.      |
| Kavazoe Hirojuki                           | Egyéni      | 1:39,21  | 1040     | 22.      | 30–21    | 868   | 12.   | 3:49,835 | 1036  | 45.   | 190      | 912      | 24.      | 14:30,58 | 953   | 44.   | 4809        | 29.      |
| Araki Daizó                                | Egyéni      | 1:41,32  | 1100     | 4.       | 15–36    | 538   | 48.   | 3:40,770 | 1108  | 38.   | 171      | 494      | 50.      | 14:00,88 | 1042  | 29.   | 4282        | 46.      |
| Ucsida Sódzsi Kavazoe Hirojuki Araki Daizó | Csapat      |          | 3150     | 3.       |          | 2186  | 12.   |          | 3172  | 15.   |          | 2274     | 15.      |          | 3138  | 12.   | 13 920      | 11.      |

## Röplabda

### Férfi
| Japán férfi röplabdacsapat-játékoskeret                                                              | Japán férfi röplabdacsapat-játékoskeret                                                                |
| --- | --- |
| - Ivasima Akihiro - Micuhasi Eizaburó - Okuno Hiroaki - Mitake Kazuja - Szugimoto Kimio - Szobu Kósi | - Ivata Minoru - Jamada Súdzsi - Kavai Sunicsi - Furakava Jaszusi - Tanaka Mikijaszu - Simomura Eidzsi |

#### Eredmények
Csoportkör
B csoport
|                   |      | Mérkőzések | Mérkőzések | Szettek | Szettek | Szettek | Pontok | Pontok | Pontok |
| Csapat            | Pont | Gy         | V          | Sz+     | Sz–     | SzA     | P+     | P–     | PA     |
| ----------------- | ---- | ---------- | ---------- | ------- | ------- | ------- | ------ | ------ | ------ |
| Kanada (CAN)      | 7    | 3          | 1          | 10      | 3       | 3,333   | 167    | 122    | 1,369  |
| Olaszország (ITA) | 7    | 3          | 1          | 11      | 4       | 2,750   | 210    | 143    | 1,469  |
| Japán (JPN)       | 7    | 3          | 1          | 9       | 5       | 1,800   | 179    | 162    | 1,105  |
| Kína (CHN)        | 5    | 1          | 3          | 3       | 9       | 0,333   | 124    | 160    | 0,775  |
| Egyiptom (EGY)    | 4    | 0          | 4          | 0       | 12      | 0,000   | 90     | 183    | 0,492  |

| 1984. július 29. 10:00 | Japán (JPN)        | 3–0 | Kína (CHN) |  |
| 1984. július 29. 10:00 | (15–9, 15–9, 15–8) |     |            |  |

| 1984. augusztus 2. 18:30 | Olaszország (ITA)                  | 2–3 | Japán (JPN) |  |
| 1984. augusztus 2. 18:30 | (15–5, 15–11, 10–15, 10–15, 14–16) |     |             |  |

| 1984. augusztus 4. 10:00 | Japán (JPN)          | 3–0 | Egyiptom (EGY) |  |
| 1984. augusztus 4. 10:00 | (15–6, 15–10, 15–11) |     |                |  |

| 1984. augusztus 6. 10:00 | Japán (JPN)         | 0–3 | Kanada (CAN) |  |
| 1984. augusztus 6. 10:00 | (10–15, 8–15, 9–15) |     |              |  |

Az 5–8. helyért
| 1984. augusztus 8. 11:00 | Japán (JPN)                 | 1–3 | Argentína (ARG) |  |
| 1984. augusztus 8. 11:00 | (15–9, 10–15, 10–15, 11–15) |     |                 |  |

A 7. helyért
| 1984. augusztus 10. 18:30 | Japán (JPN)         | 3–0 | Kína (CHN) |  |
| 1984. augusztus 10. 18:30 | (16–14, 15–9, 15–6) |     |            |  |

| Csapat      | Helyezés |
| ----------- | -------- |
| Japán (JPN) | 7.       |

### Női
| Japán női röplabdacsapat-játékoskeret                                                           | Japán női röplabdacsapat-játékoskeret                                                           |
| ----------------------------------------------------------------------------------------------- | ----------------------------------------------------------------------------------------------- |
| - Egami-Marujama Jumi - Morita Kimie - Micuja Júko - Hirosze Mijoko - Isida Kjóko - Kagabu Jóko | - Hiro Norie - Szugijama Kajoko - Ótani Szacsiko - Mijadzsima Keiko - Odaka Emiko - Nakada Kumi |

#### Eredmények
Csoportkör
B csoport
|                 |      | Mérkőzések | Mérkőzések | Szettek | Szettek | Szettek | Pontok | Pontok | Pontok |
| Csapat          | Pont | Gy         | V          | Sz+     | Sz–     | SzA     | P+     | P–     | PA     |
| --------------- | ---- | ---------- | ---------- | ------- | ------- | ------- | ------ | ------ | ------ |
| Japán (JPN)     | 6    | 3          | 0          | 9       | 1       | 9,000   | 143    | 73     | 1,959  |
| Peru (PER)      | 5    | 2          | 1          | 6       | 5       | 1,200   | 123    | 125    | 0,984  |
| Dél-Korea (KOR) | 4    | 1          | 2          | 6       | 6       | 1,000   | 137    | 125    | 1,096  |
| Kanada (CAN)    | 3    | 0          | 3          | 0       | 9       | 0,000   | 55     | 135    | 0,407  |

| 1984. július 30. | Japán (JPN)               | 3–1 | Dél-Korea (KOR) |  |
| 1984. július 30. | (8–15, 15–11, 15–2, 15–7) |     |                 |  |

| 1984. augusztus 1. | Japán (JPN)        | 3–0 | Peru (PER) |  |
| 1984. augusztus 1. | (15–8, 15–7, 15–5) |     |            |  |

| 1984. augusztus 3. | Japán (JPN)        | 3–0 | Kanada (CAN) |  |
| 1984. augusztus 3. | (15–6, 15–6, 15–6) |     |              |  |

Elődöntő
| 1984. augusztus 5. 18:30 | Japán (JPN)         | 0–3 | Kína (CHN) |  |
| 1984. augusztus 5. 18:30 | (10–15, 7–15, 4–15) |     |            |  |

Bronzmérkőzés
| 1984. augusztus 9. 16:00 | Japán (JPN)                | 3–1 | Peru (PER) |  |
| 1984. augusztus 9. 16:00 | (13–15, 15–4, 15–7, 15–10) |     |            |  |

| Csapat      | Helyezés |
| ----------- | -------- |
| Japán (JPN) |          |

## Sportlövészet
Férfi
| Versenyző         | Versenyszám           | Pont           | Helyezés       |
| ----------------- | --------------------- | -------------- | -------------- |
| Kamacsi Takeo     | Gyorstüzelő pisztoly  | 595            |                |
| Akacuka Hirojuki  | Gyorstüzelő pisztoly  | 583            | 23.            |
| Hirai Csikafumi   | Szabadpisztoly        | 551            | 18.            |
| Tasiro Sigetosi   | Szabadpisztoly        | 540            | 29.            |
| Nakadzsó Hirojuki | Sportpuska, fekvő     | 591            | 17.            |
| Csósza Norito     | Sportpuska, fekvő     | 585            | 43.            |
| Koba Rjóhei       | Sportpuska, összetett | 1137           | 25.            |
| Koba Rjóhei       | Légpuska              | 578            | 18.            |
| Macuo Kaoru       | Légpuska              | nem fejezte be | nem fejezte be |
| Macuo Kaoru       | Sportpuska, összetett | 1125           | 35.            |

Női
| Versenyző       | Versenyszám           | Pont | Helyezés |
| --------------- | --------------------- | ---- | -------- |
| Hirakava Keiko  | Sportpisztoly         | 564  | 23.      |
| Szugimoto Acuko | Sportpisztoly         | 564  | 23.      |
| Kószai Noriko   | Légpuska              | 383  | 10.      |
| Kószai Noriko   | Sportpuska, összetett | 568  | 11.      |

Nyílt
| Versenyző       | Versenyszám | Pont | Helyezés |
| --------------- | ----------- | ---- | -------- |
| Hirano Motoharu | Trap        | 186  | 11.      |
| Vatanabe Kazumi | Trap        | 186  | 11.      |
| Itakura Mikio   | Skeet       | 192  | 13.      |
| Hajasi Eigen    | Skeet       | 184  | 41.      |

## Súlyemelés
| Versenyző            | Versenyszám | Szakítás | Szakítás | Lökés    | Lökés    | Összesen | Helyezés |
| Versenyző            | Versenyszám | Eredmény | Helyezés | Eredmény | Helyezés | Összesen | Helyezés |
| -------------------- | ----------- | -------- | -------- | -------- | -------- | -------- | -------- |
| Manabe Kazusito      | 52 kg       | 102,5    | 4.       | 130,0    | 1.       | 232,5    |          |
| Mijasita Hidemi      | 52 kg       | 107,5    | 1.       | 122,5    | 7.       | 230,0    | 4.       |
| Kotaka Maszahiro     | 56 kg       | 112,5    | 3.       | 140,0    | 2.       | 252,5    |          |
| Icsiba Takasi        | 56 kg       | 110,0    | 5.       | 140,0    | 2.       | 250,0    | 4.       |
| Vabiko Kaoru         | 60 kg       | 120,0    | 4.       | 150,0    | 5.       | 270,0    | 4.       |
| Muraki-Ivata Jószuke | 60 kg       | 120,0    | 4.       | 147,5    | 8.       | 267,5    | 5.       |
| Taira Csódzsi        | 67,5 kg     | 132,5    | 7.       | 172,5    | 2.       | 305,0    | 5.       |
| Szaszaki Jaszusige   | 67,5 kg     | 140,0    | 3.       | 162,5    | 8.       | 302,5    | 6.       |
| Iszaoka Rjódzsi      | 82,5 kg     | 150,0    | 2.       | 190,0    | 3.       | 340,0    |          |

## Szinkronúszás
| Versenyző                     | Versenyszám | Selejtező           | Selejtező           | Selejtező       | Selejtező  | Selejtező  | Döntő           | Döntő      | Döntő      |
| Versenyző                     | Versenyszám | Technikai gyakorlat | Technikai gyakorlat | Zenés gyakorlat | Összesítés | Összesítés | Zenés gyakorlat | Összesítés | Összesítés |
| Versenyző                     | Versenyszám | Pont                | Hely.               | Pont            | Pont       | Hely.      | Pont            | Pont       | Helyezés   |
| ----------------------------- | ----------- | ------------------- | ------------------- | --------------- | ---------- | ---------- | --------------- | ---------- | ---------- |
| Motojosi Mivako               | Egyéni      | 90,250              | 11.                 | 95,60           | 185,850    | 3.         | 96,80           | 187,050    |            |
| Kimura Szaeko                 | Egyéni      | 91,733              | 8.                  | kiesett         | kiesett    | kiesett    | kiesett         | kiesett    | kiesett    |
| Fudzsivara Kazuno             | Egyéni      | 91,566              | 9.                  | kiesett         | kiesett    | kiesett    | kiesett         | kiesett    | kiesett    |
| Kimura Szaeko Motojosi Mivako | Páros       | 90,992              | 3.                  | 96,80           | 187,792    | 3.         | 97,00           | 187,992    |            |

## Torna
Férfi
| Versenyző                                                                                             | Versenyszám      | Selejtező | Selejtező | Döntő    | Döntő    |
| Versenyző                                                                                             | Versenyszám      | Pontszám  | Helyezés  | Pontszám | Helyezés |
| --- | ---------------- | --------- | --------- | -------- | -------- |
| Gusiken Kódzsi                                                                                        | Talaj            | 19,70     | 4.        | 19,450   | 8.       |
| Gusiken Kódzsi                                                                                        | Ugrás            | 19,75     | 4.        | 19,825   | ***      |
| Gusiken Kódzsi                                                                                        | Korlát           | 19,80     | 4.        | 19,800   | 5.       |
| Gusiken Kódzsi                                                                                        | Nyújtó           | 19,90     | 3.        | 19,950   |          |
| Gusiken Kódzsi                                                                                        | Gyűrű            | 19,80     | 2.        | 19,850   | *        |
| Gusiken Kódzsi                                                                                        | Lólengés         | 19,25     | 21.       | kiesett  | kiesett  |
| Gusiken Kódzsi                                                                                        | Egyéni összetett | 118,20    | 5.        | 118,700  |          |
| Kadzsitani Nobujuki                                                                                   | Talaj            | 19,10     | 36.       | kiesett  | kiesett  |
| Kadzsitani Nobujuki                                                                                   | Ugrás            | 19,60     | 16.       | kiesett  | kiesett  |
| Kadzsitani Nobujuki                                                                                   | Korlát           | 19,85     | 3.        | 19,925   |          |
| Kadzsitani Nobujuki                                                                                   | Nyújtó           | 19,35     | 37.       | kiesett  | kiesett  |
| Kadzsitani Nobujuki                                                                                   | Gyűrű            | 19,60     | 9.        | kiesett  | kiesett  |
| Kadzsitani Nobujuki                                                                                   | Lólengés         | 19,45     | 12.       | 19,625   | 6.       |
| Kadzsitani Nobujuki                                                                                   | Egyéni összetett | 116,95    | 11.       | 117,375  | 8.       |
| Hirata Noritosi                                                                                       | Talaj            | 19,25     | 30.       | kiesett  | kiesett  |
| Hirata Noritosi                                                                                       | Ugrás            | 19,50     | 32.       | kiesett  | kiesett  |
| Hirata Noritosi                                                                                       | Korlát           | 19,55     | 14.       | kiesett  | kiesett  |
| Hirata Noritosi                                                                                       | Nyújtó           | 19,70     | 12.       | kiesett  | kiesett  |
| Hirata Noritosi                                                                                       | Gyűrű            | 19,40     | 25.       | kiesett  | kiesett  |
| Hirata Noritosi                                                                                       | Lólengés         | 19,40     | 15.       | kiesett  | kiesett  |
| Hirata Noritosi                                                                                       | Egyéni összetett | 116,80    | 13.       | 117,200  | 9.       |
| Moriszue Sindzsi                                                                                      | Talaj            | 19,55     | 13.       | kiesett  | kiesett  |
| Moriszue Sindzsi                                                                                      | Ugrás            | 19,70     | 6.        | 19,825   | ***      |
| Moriszue Sindzsi                                                                                      | Korlát           | 19,05     | 35.       | kiesett  | kiesett  |
| Moriszue Sindzsi                                                                                      | Nyújtó           | 20,00     | 1.        | 20,000   |          |
| Moriszue Sindzsi                                                                                      | Gyűrű            | 19,30     | 33.       | kiesett  | kiesett  |
| Moriszue Sindzsi                                                                                      | Lólengés         | 19,00     | 34.       | kiesett  | kiesett  |
| Moriszue Sindzsi                                                                                      | Egyéni összetett | 116,60    | 16.       | kiesett  | kiesett  |
| Szotomura Kódzsi                                                                                      | Talaj            | 19,70     | 4.        | 19,700   | *        |
| Szotomura Kódzsi                                                                                      | Ugrás            | 19,55     | 25.       | kiesett  | kiesett  |
| Szotomura Kódzsi                                                                                      | Korlát           | 19,15     | 31.       | kiesett  | kiesett  |
| Szotomura Kódzsi                                                                                      | Nyújtó           | 19,50     | 25.       | kiesett  | kiesett  |
| Szotomura Kódzsi                                                                                      | Gyűrű            | 19,35     | 30.       | kiesett  | kiesett  |
| Szotomura Kódzsi                                                                                      | Lólengés         | 18,80     | 43.       | kiesett  | kiesett  |
| Szotomura Kódzsi                                                                                      | Egyéni összetett | 116,05    | 25.       | kiesett  | kiesett  |
| Jamavaki Kjódzsi                                                                                      | Talaj            | 19,60     | 9.        | kiesett  | kiesett  |
| Jamavaki Kjódzsi                                                                                      | Ugrás            | 19,60     | 16.       | kiesett  | kiesett  |
| Jamavaki Kjódzsi                                                                                      | Korlát           | 19,50     | 15.       | kiesett  | kiesett  |
| Jamavaki Kjódzsi                                                                                      | Nyújtó           | 19,25     | 45.       | kiesett  | kiesett  |
| Jamavaki Kjódzsi                                                                                      | Gyűrű            | 19,65     | 6.        | 19,725   | 6.       |
| Jamavaki Kjódzsi                                                                                      | Lólengés         | 18,05     | 65.       | kiesett  | kiesett  |
| Jamavaki Kjódzsi                                                                                      | Egyéni összetett | 115,65    | 29.       | kiesett  | kiesett  |
| Gusiken Kódzsi Kadzsitani Nobujuki Hirata Noritosi Moriszue Sindzsi Szotomura Kódzsi Jamavaki Kjódzsi | Csapat összetett |           |           | 586,70   |          |

Női
| Versenyző                                                                             | Versenyszám      | Selejtező | Selejtező | Döntő    | Döntő    |
| Versenyző                                                                             | Versenyszám      | Pontszám  | Helyezés  | Pontszám | Helyezés |
| ------------------------------------------------------------------------------------- | ---------------- | --------- | --------- | -------- | -------- |
| Morio Maiko                                                                           | Talaj            | 19,45     | 10.       | 19,375   | 7.       |
| Morio Maiko                                                                           | Ugrás            | 19,05     | 34.       | kiesett  | kiesett  |
| Morio Maiko                                                                           | Felemás korlát   | 18,55     | 34.       | kiesett  | kiesett  |
| Morio Maiko                                                                           | Gerenda          | 18,85     | 21.       | kiesett  | kiesett  |
| Morio Maiko                                                                           | Egyéni összetett | 75,90     | 22.       | 76,850   | 11.      |
| Mocsizuki Noriko                                                                      | Talaj            | 19,10     | 26.       | kiesett  | kiesett  |
| Mocsizuki Noriko                                                                      | Ugrás            | 19,25     | 21.       | kiesett  | kiesett  |
| Mocsizuki Noriko                                                                      | Felemás korlát   | 19,05     | 17.       | 19,325   | 7.       |
| Mocsizuki Noriko                                                                      | Gerenda          | 18,30     | 39.       | kiesett  | kiesett  |
| Mocsizuki Noriko                                                                      | Egyéni összetett | 75,70     | 26.       | 76,100   | 16.      |
| Ójagi Csihiro                                                                         | Talaj            | 19,05     | 30.       | kiesett  | kiesett  |
| Ójagi Csihiro                                                                         | Ugrás            | 18,90     | 45.       | kiesett  | kiesett  |
| Ójagi Csihiro                                                                         | Felemás korlát   | 18,70     | 27.       | kiesett  | kiesett  |
| Ójagi Csihiro                                                                         | Gerenda          | 18,20     | 43.       | kiesett  | kiesett  |
| Ójagi Csihiro                                                                         | Egyéni összetett | 74,85     | 31.       | 75,825   | 18.      |
| Kavasze Tokie                                                                         | Talaj            | 19,10     | 26.       | kiesett  | kiesett  |
| Kavasze Tokie                                                                         | Ugrás            | 19,25     | 21.       | kiesett  | kiesett  |
| Kavasze Tokie                                                                         | Felemás korlát   | 18,45     | 36.       | kiesett  | kiesett  |
| Kavasze Tokie                                                                         | Gerenda          | 18,05     | 48.       | kiesett  | kiesett  |
| Kavasze Tokie                                                                         | Egyéni összetett | 74,85     | 31.       | kiesett  | kiesett  |
| Jukimori Ajami                                                                        | Talaj            | 18,95     | 35.       | kiesett  | kiesett  |
| Jukimori Ajami                                                                        | Ugrás            | 18,80     | 50.       | kiesett  | kiesett  |
| Jukimori Ajami                                                                        | Felemás korlát   | 17,30     | 58.       | kiesett  | kiesett  |
| Jukimori Ajami                                                                        | Gerenda          | 18,85     | 21.       | kiesett  | kiesett  |
| Jukimori Ajami                                                                        | Egyéni összetett | 73,90     | 45.       | kiesett  | kiesett  |
| Vatanabe Szae                                                                         | Talaj            | 19,15     | 23.       | kiesett  | kiesett  |
| Vatanabe Szae                                                                         | Ugrás            | 18,50     | 61.       | kiesett  | kiesett  |
| Vatanabe Szae                                                                         | Felemás korlát   | 17,50     | 54.       | kiesett  | kiesett  |
| Vatanabe Szae                                                                         | Gerenda          | 18,60     | 32.       | kiesett  | kiesett  |
| Vatanabe Szae                                                                         | Egyéni összetett | 73,75     | 47.       | kiesett  | kiesett  |
| Morio Maiko Mocsizuki Noriko Ójagi Csihiro Kavasze Tokie Jukimori Ajami Vatanabe Szae | Csapat összetett |           |           | 376,75   | 6.       |

* - egy másik versenyzővel azonos eredményt ért el

*** - három másik versenyzővel azonos eredményt ért el

### Ritmikus gimnasztika
| Versenyző        | Versenyszám | Selejtező | Selejtező | Döntő  | Döntő    |
| Versenyző        | Versenyszám | Pont      | Hely.     | Pont   | Helyezés |
| ---------------- | ----------- | --------- | --------- | ------ | -------- |
| Jamaszaki Hiroko | Egyéni      | 37,45     | 9.        | 56,675 | 8.       |
| Akijama Erika    | Egyéni      | 36,70     | 13.       | 56,050 | 13.      |

## Úszás
Férfi
| Versenyző                                                      | Versenyszám            | Előfutam | Előfutam | Előfutam | Döntő   | Döntő    | Döntő    | Helyezés |
| Versenyző                                                      | Versenyszám            | Idő      | Hely.    | Össz.    | Típus   | Idő      | Hely.    | Helyezés |
| -------------------------------------------------------------- | ---------------------- | -------- | -------- | -------- | ------- | -------- | -------- | -------- |
| Szumida Szatosi                                                | 100 m gyors            | 53,83    | 4.       | 39.      | kiesett | kiesett  | kiesett  | kiesett  |
| Ogata Sigeo                                                    | 100 m gyors            | 52,96    | 5.       | 33.      | kiesett | kiesett  | kiesett  | kiesett  |
| Ogata Sigeo                                                    | 200 m gyors            | 1:55,97  | 5.       | 33.      | kiesett | kiesett  | kiesett  | kiesett  |
| Ogata Sigeo                                                    | 400 m gyors            | 4:02,97  | 6.       | 22.      | kiesett | kiesett  | kiesett  | kiesett  |
| Okuno Keiszuke                                                 | 400 m gyors            | 4:06,31  | 6.       | 27.      | kiesett | kiesett  | kiesett  | kiesett  |
| Szakamoto Hirosi                                               | 200 m gyors            | 1:54,71  | 4.       | 26.      | kiesett | kiesett  | kiesett  | kiesett  |
| Szuzuki Daicsi                                                 | 100 m hát              | 58,37    | 3.       | 15.      | B       | 58,30    | 3.*      | 11.*     |
| Szuzuki Daicsi                                                 | 200 m hát              | 2:06,24  | 2.       | 16.      | B       | 2:06,02  | 8.       | 16.      |
| Takahasi Sigehiro                                              | 200 m mell             | 2:19,98  | 1.       | 10.      | B       | 2:20,93  | 4.       | 12.      |
| Takahasi Sigehiro                                              | 100 m mell             | 1:04,71  | 2.       | 13.      | B       | 1:04,41  | 2.       | 10.      |
| Vatanabe Kendzsi                                               | 100 m mell             | 1:06,10  | 3.       | 27.      | kiesett | kiesett  | kiesett  | kiesett  |
| Vatanabe Kendzsi                                               | 200 m mell             | 2:22,33  | 3.       | 16.      | B       | 2:22,29  | 7.       | 15.      |
| Szaka Taihei                                                   | 200 m pillangó         | 2:00,66  | 4.       | 11.      | B       | 2:00,31  | 1.       | 9.       |
| Szaka Taihei                                                   | 100 m pillangó         | 56,40    | 3.       | 22.      | kiesett | kiesett  | kiesett  | kiesett  |
| Kavava Súdó                                                    | 100 m pillangó         | 56,52    | 4.       | 24.      | kiesett | kiesett  | kiesett  | kiesett  |
| Kavava Súdó                                                    | 200 m pillangó         | 2:03,07  | 5.       | 19.      | kiesett | kiesett  | kiesett  | kiesett  |
| Itó Sindzsi                                                    | 200 m vegyes           | 2:07,76  | 3.       | 14.      | B       | 2:06,07  | 2.       | 10.      |
| Itó Sindzsi                                                    | 400 m vegyes           | 4:30,52  | 4.       | 13.      | B       | 4:29,76  | 5.       | 13.      |
| Szakamoto Hirosi Ogata Sigeo Szaka Taihei Szumida Szatosi      | 4 × 100 m gyorsváltó   | 3:30,45  | 5.       | 13.      | kiesett | kiesett  | kiesett  | kiesett  |
| Szaka Taihei Szakamoto Hirosi Okuno Keiszuke Ogata Sigeo       | 4 × 200 m gyorsváltó   | kizárták | kizárták | kizárták | kiesett | kiesett  | kiesett  | kiesett  |
| Szuzuki Daicsi Takahasi Sigehiro Szaka Taihei Szakamoto Hirosi | 4 × 100 m vegyes váltó | 3:50,14  | 5.       | 8.       | A       | kizárták | kizárták | 8.       |

Női
| Versenyző                                                   | Versenyszám            | Előfutam | Előfutam | Előfutam | Döntő   | Döntő    | Döntő    | Helyezés |
| Versenyző                                                   | Versenyszám            | Idő      | Hely.    | Össz.    | Típus   | Idő      | Hely.    | Helyezés |
| ----------------------------------------------------------- | ---------------------- | -------- | -------- | -------- | ------- | -------- | -------- | -------- |
| Janasze Kaori                                               | 200 m gyors            | 2:04,38  | 4.       | 14.      | B       | 2:05,24  | 8.       | 16.      |
| Janasze Kaori                                               | 100 m gyors            | 58,47    | 3.       | 37.      | kiesett | kiesett  | kiesett  | kiesett  |
| Nakamori Csikako                                            | 100 m gyors            | 59,00    | 4.       | 41.      | kiesett | kiesett  | kiesett  | kiesett  |
| Nakamori Csikako                                            | 200 m gyors            | 2:03,94  | 2.       | 10.      | B       | 2:04,11  | 5.       | 13.      |
| Nakamori Csikako                                            | 400 m gyors            | 4:20,13  | 5.       | 14.      | B       | 4:20,18  | 6.       | 14.      |
| Szakurai Dzsunko                                            | 400 m gyors            | 4:28,68  | 5.       | 19.      | kiesett | kiesett  | kiesett  | kiesett  |
| Szakurai Dzsunko                                            | 800 m gyors            | 9:13,27  | 6.       | 18.      | kiesett | kiesett  | kiesett  | kiesett  |
| Szekido Naomi                                               | 200 m hát              | 2:18,52  | 3.       | 11.      | B       | 2:18,87  | 6.       | 14.      |
| Szekido Naomi                                               | 100 m hát              | 1:05,60  | 5.       | 18.      | kiesett | kiesett  | kiesett  | kiesett  |
| Sunoucsi Nozomi                                             | 100 m hát              | 1:07,23  | 6.       | 23.      | kiesett | kiesett  | kiesett  | kiesett  |
| Sunoucsi Nozomi                                             | 200 m hát              | 2:25,05  | 6.       | 22.      | kiesett | kiesett  | kiesett  | kiesett  |
| Nagaszaki Hiroko                                            | 200 m mell             | 2:34,46  | 1.*      | 5.*      | A       | 2:32,93  | 4.       | 4.       |
| Nagaszaki Hiroko                                            | 100 m mell             | 1:11,82  | 3.       | 7.       | A       | 1:11,33  | 6.       | 6.       |
| Ivaszaki Kaori                                              | 100 m mell             | 1:14,68  | 6.       | 22.      | kiesett | kiesett  | kiesett  | kiesett  |
| Ivaszaki Kaori                                              | 200 m mell             | 2:42,69  | 6.       | 19.      | kiesett | kiesett  | kiesett  | kiesett  |
| Isze Takemi                                                 | 100 m pillangó         | 1:03,37  | 3.       | 16.      | B       | 1:03,33  | 6.       | 14.      |
| Takahasi Kijomi                                             | 100 m pillangó         | 1:02,79  | 2.       | 10.      | B       | 1:02,55  | 3.       | 11.      |
| Takahasi Kijomi                                             | 200 m pillangó         | 2:14,37  | 3.       | 10.      | B       | 2:16,27  | 4.       | 12.      |
| Kume Naoko                                                  | 200 m pillangó         | 2:13,31  | 1.       | 6.       | A       | 2:12,57  | 6.       | 6.       |
| Kosimizu Hideka                                             | 200 m vegyes           | 2:23,38  | 6.       | 15.      | B       | 2:22,81  | 7.       | 15.      |
| Kosimizu Hideka                                             | 400 m vegyes           | 4:59,18  | 5.       | 14.      | B       | 4:58,02  | 6.       | 14.      |
| Szakurai Dzsunko Nakamori Csikako Szaitó Miki Janasze Kaori | 4 × 100 m gyorsváltó   | 3:54,68  | 6.       | 10.      | kiesett | kiesett  | kiesett  | kiesett  |
| Szekido Naomi Nagaszaki Hiroko Kume Naoko Janasze Kaori     | 4 × 100 m vegyes váltó | 4:17,59  | 4.       | 5.       | A       | kizárták | kizárták | 7.       |

* - egy másik versenyzővel azonos eredményt ért el

## Vitorlázás
Férfi
| Versenyző    | Versenyszám     | Futam | Futam | Futam | Futam | Futam   | Futam | Futam | Pontszám | Helyezés |
| Versenyző    | Versenyszám     | 1     | 2     | 3     | 4     | 5       | 6     | 7     | Pontszám | Helyezés |
| ------------ | --------------- | ----- | ----- | ----- | ----- | ------- | ----- | ----- | -------- | -------- |
| Szató Cutomu | Szörfvitorlázás | 27,0  | 27,0  | 17,0  | 8,0   | (45,0*) | 23,0  | 30,0  | 132,0    | 16.      |

Nyílt
| Versenyző                                        | Versenyszám     | Futam | Futam | Futam  | Futam | Futam | Futam  | Futam  | Pontszám | Helyezés |
| Versenyző                                        | Versenyszám     | 1     | 2     | 3      | 4     | 5     | 6      | 7      | Pontszám | Helyezés |
| ------------------------------------------------ | --------------- | ----- | ----- | ------ | ----- | ----- | ------ | ------ | -------- | -------- |
| Jamamoto Szatoru Takagi Jutaka                   | 470-es osztály  | 17,0  | 8,0   | 13,0   | 17,0  | 14,0  | (35,0) | 24,0   | 93,0     | 11.      |
| Okita Minoru Hirozava Takaharu Fudzsivara Takumi | Soling          | 20,0  | 24,0  | (27,0) | 22,0  | 22,0  | 16,0   | 20,0   | 124,0    | 17.      |
| Szató Szaburó Vakinaga Tacuja                    | Repülő hollandi | 20,0  | 10,0  | 11,7   | 18,0  | 20,0  | 20,0   | (21,0) | 99,7     | 14.      |

* - kizárták

## Vívás
Férfi
| Versenyző                                                                        | Versenyszám | Selejtező | Selejtező | Selejtező | Selejtező | Selejtező | Selejtező | Főtábla                      | Főtábla           | Vigaszág                                | Vigaszág          | Negyeddöntő       | Elődöntő          | Döntő             | Helyezés |
| Versenyző                                                                        | Versenyszám | 1. kör | 1. kör    | 2. kör | 2. kör    | 3. kör | 3. kör    | 1. kör                       | 2. kör            | 1. kör                                  | 2. kör            | Negyeddöntő       | Elődöntő          | Döntő             | Helyezés |
| Versenyző                                                                        | Versenyszám | Ellenfél Eredmény | Hely.     | Ellenfél Eredmény | Hely.     | Ellenfél Eredmény | Hely.     | Ellenfél Eredmény            | Ellenfél Eredmény | Ellenfél Eredmény                       | Ellenfél Eredmény | Ellenfél Eredmény | Ellenfél Eredmény | Ellenfél Eredmény | Helyezés |
| -------------------------------------------------------------------------------- | ----------- | --- | --------- | --- | --------- | --- | --------- | ---------------------------- | ----------------- | --------------------------------------- | ----------------- | ----------------- | ----------------- | ----------------- | -------- |
| Umezava Kenicsi                                                                  | Tőr, egyéni | 2. csoport · Julito Francis (ISV) · 5–2 · Haluk Yamaç (TUR) · 5–3 · Stefano Cerioni (ITA) · 5–3 · Shlomo Eyal (ISR) · 5–4                            | 1.        | 6. csoport · Khaled Al-Awadhi (KUW) · 5–4 · Mike McCahey (USA) · 5–3 · Robert Blaschka (AUT) · 5–3 · Bill Gosbee (GBR) · 4–5         | 3.        | 3. csoport · Kuki Péter (ROU) · 2–5 · Stefan Joos (BEL) · 5–4 · Joachim Wendt (AUT) · 5–2 · Abdel Monem El-Husseini (EGY) · 5–2 · Matthias Behr (FRG) · 5–4 | 2.        | Stefano Cerioni (ITA) · 5–10 |                   | Liu Jün-hung (Liu Yunhong) (CHN) · 7–10 | kiesett           | kiesett           | kiesett           | kiesett           | 14.      |
| Azuma Nobujuki                                                                   | Tőr, egyéni | 3. csoport · Saul Mendoza (BOL) · 5–1 · Ko Yin Fai (HKG) · 5–2 · Sergio Turiace (ARG) · 5–2 · Philippe Omnès (FRA) · 1–5 · Itzhak Hatuel (ISR) · 2–5 | 3.        | 7. csoport · Greg Benko (AUS) · 2–5 · Sergio Luchetti (ARG) · 5–0 · Haluk Yamaç (TUR) · 5–1 · Liu Jün-hung (Liu Yunhong) (CHN) · 3–5 | 2.        | 1. csoport · Bill Gosbee (GBR) · 5–4 · Itzhak Hatuel (ISR) · 4–5 · Mauro Numa (ITA) · 1–5 · Stefano Cerioni (ITA) · 2–5 · Philippe Omnès (FRA) · 3–5        | 5.        | kiesett                      | kiesett           | kiesett                                 | kiesett           | kiesett           | kiesett           | kiesett           | 20.      |
| Simokava Tadasi                                                                  | Tőr, egyéni | 4. csoport · Ayman Jumean (JOR) · 5–0 · Dany Haddad (LIB) · 5–0 · Sergio Luchetti (ARG) · 2–5 · Pascal Jolyot (FRA) · 4–5 · Mauro Numa (ITA) · 3–5   | 4.        | 1. csoport · Frédéric Pietruszka (FRA) · 5–4 · Georg Somloi (AUT) · 0–5 · Thierry Soumagne (BEL) · 0–5 · Matthias Gey (FRG) · 1–5    | 5.        | kiesett | kiesett   | kiesett                      | kiesett           | kiesett                                 | kiesett           | kiesett           | kiesett           | kiesett           | 36.      |
| Azuma Nobujuki Kanacu Josihiko Kojaszi Hidehacsi Simokava Tadasi Umezava Kenicsi | Tőr, csapat | 2. csoport · NSZK (FRG) · 4–9 · Nagy-Britannia (GBR) · 8 (60)–8 (64) · Hongkong (HKG) · 9–2                                                          | 2.        | |           | |           |                              |                   |                                         |                   | kiesett           | kiesett           | kiesett           | 9.       |

Női
| Versenyző                                              | Versenyszám | Selejtező | Selejtező | Selejtező | Selejtező | Selejtező         | Selejtező | Főtábla           | Főtábla           | Vigaszág          | Vigaszág          | Negyeddöntő       | Elődöntő          | Döntő             | Helyezés |
| Versenyző                                              | Versenyszám | 1. kör | 1. kör    | 2. kör | 2. kör    | 3. kör            | 3. kör    | 1. kör            | 2. kör            | 1. kör            | 2. kör            | Negyeddöntő       | Elődöntő          | Döntő             | Helyezés |
| Versenyző                                              | Versenyszám | Ellenfél Eredmény | Hely.     | Ellenfél Eredmény | Hely.     | Ellenfél Eredmény | Hely.     | Ellenfél Eredmény | Ellenfél Eredmény | Ellenfél Eredmény | Ellenfél Eredmény | Ellenfél Eredmény | Ellenfél Eredmény | Ellenfél Eredmény | Helyezés |
| ------------------------------------------------------ | ----------- | --- | --------- | --- | --------- | ----------------- | --------- | ----------------- | ----------------- | ----------------- | ----------------- | ----------------- | ----------------- | ----------------- | -------- |
| Oikava Azusza                                          | Tőr, egyéni | 5. csoport · Barbra Higgins (PAN) · 5–0 · Caroline Mitchell (CAN) · 5–1 · Li Hua-hua (Li Huahua) (CHN) · 0–5 · Carola Cicconetti (ITA) · 1–5 · Liz Thurley (GBR) · 3–5 · Laurence Modaine-Cessac (FRA) · 3–5         | 5.        | 2. csoport · Fiona McIntosh (GBR) · 5–4 · Debra Waples (USA) · 2–5 · Véronique Brouquier (FRA) · 1–5 · Luan Csü-csie (Luan Jujie) (CHN) · 0–5 | 5.        | kiesett           | kiesett   | kiesett           | kiesett           | kiesett           | kiesett           | kiesett           | kiesett           | kiesett           | 27.      |
| Mijahara Mieko                                         | Tőr, egyéni | 6. csoport · Sheila Viard (HAI) · 5–4 · Silvana Giancola (ARG) · 5–4 · Margherita Zalaffi (ITA) · 4–5 · Fiona McIntosh (GBR) · 3–5 · Véronique Brouquier (FRA) · 1–5 · Lydia Czuckermann-Hatuel (ISR) · 3–5          | 5.        | 5. csoport · Madeleine Philion (CAN) · 2–5 · Liz Thurley (GBR) · 0–5 · Li Hua-hua (Li Huahua) (CHN) · 3–5 · Cornelia Hanisch (FRG) · 1–5      | 5.        | kiesett           | kiesett   | kiesett           | kiesett           | kiesett           | kiesett           | kiesett           | kiesett           | kiesett           | 30.      |
| Maekava Mijuki                                         | Tőr, egyéni | 3. csoport · Vincent Bradford (USA) · 4–5 · María Alicia Sinigaglia (ARG) · 3–5 · Nili Drori (ISR) · 1–5 · Elisabeta Guzganu-Tufan (ROU) · 1–5 · Christiane Weber (FRG) · 1–5 · Brigitte Latrille-Gaudin (FRA) · 0–5 | 7.        | kiesett | kiesett   | kiesett           | kiesett   | kiesett           | kiesett           | kiesett           | kiesett           | kiesett           | kiesett           | kiesett           | 38.      |
| Mijahara Mieko Oikava Azusza Maekava Mijuki Tomoko Oka | Tőr, csapat | 3. csoport · NSZK (FRG) · 4–9 · Olaszország (ITA) · 3–9 · Argentína (ARG) · 9–1 | 3.        | |           |                   |           |                   |                   |                   |                   | kiesett           | kiesett           | kiesett           | 8.       |

## Vízilabda
| Japán férfi vízilabdacsapat-játékoskeret                                                                             | Japán férfi vízilabdacsapat-játékoskeret                                                                      |
| --- | --- |
| - Fudzsita Ecudzsi - Szaitó Josifumi - Fudzsimori Kósi - Kai Singo - Taima Narihito - Hóki Daiszuke - Fukumoto Tosio | - Mijahara Tosijuki - Nagata Hiszajosi - Vakajosi Kódzsi - Szaitó Hiszaharu - Jamaszaki Sindzsi - Óura Aszami |

### Eredmények
Csoportkör
C csoport
| Csapat            | M | Gy | D | V | G+ | G– | Gk  | P |
| ----------------- | - | -- | - | - | -- | -- | --- | - |
| NSZK (FRG)        | 3 | 3  | 0 | 0 | 35 | 18 | +17 | 6 |
| Ausztrália (AUS)  | 3 | 1  | 1 | 1 | 27 | 20 | +7  | 3 |
| Olaszország (ITA) | 3 | 1  | 1 | 1 | 27 | 23 | +4  | 3 |
| Japán (JPN)       | 3 | 0  | 0 | 3 | 15 | 43 | –28 | 0 |

| 1984. augusztus 1. 19:30 | Japán (JPN)          | 5–15 | Olaszország (ITA) |  |
| 1984. augusztus 1. 19:30 | (1–4, 0–5, 3–2, 1–4) |      |                   |  |
| 1984. augusztus 1. 19:30 |                      |      |                   |  |

| 1984. augusztus 1. 19:30 | Ausztrália (AUS)     | 6–10 | NSZK (FRG) |  |
| 1984. augusztus 1. 19:30 | (0–3, 1–2, 3–2, 2–3) |      |            |  |
| 1984. augusztus 1. 19:30 |                      |      |            |  |

| 1984. augusztus 2. 13:30 | Ausztrália (AUS)     | 8–8 | Olaszország (ITA) |  |
| 1984. augusztus 2. 13:30 | (2–3, 2–2, 2–3, 2–0) |     |                   |  |
| 1984. augusztus 2. 13:30 |                      |     |                   |  |

| 1984. augusztus 2. 13:30 | Japán (JPN)          | 8–15 | NSZK (FRG) |  |
| 1984. augusztus 2. 13:30 | (2–7, 2–4, 2–1, 2–3) |      |            |  |
| 1984. augusztus 2. 13:30 |                      |      |            |  |

| 1984. augusztus 3. 08:30 | Japán (JPN)          | 2–15 | Ausztrália (AUS) |  |
| 1984. augusztus 3. 08:30 | (0–3, 0–4, 2–3, 0–5) |      |                  |  |
| 1984. augusztus 3. 08:30 |                      |      |                  |  |

| 1984. augusztus 3. 08:30 | Olaszország (ITA)    | 4–10 | NSZK (FRG) |  |
| 1984. augusztus 3. 08:30 | (0–3, 2–2, 1–2, 1–3) |      |            |  |
| 1984. augusztus 3. 08:30 |                      |      |            |  |

7–12. helyért
| Csapat            | M | Gy | D | V | G+ | G– | Gk  | P |
| ----------------- | - | -- | - | - | -- | -- | --- | - |
| Olaszország (ITA) | 5 | 4  | 1 | 0 | 63 | 34 | +29 | 9 |
| Görögország (GRE) | 5 | 3  | 2 | 0 | 52 | 41 | +11 | 8 |
| Kína (CHN)        | 5 | 3  | 0 | 2 | 44 | 39 | +5  | 6 |
| Kanada (CAN)      | 5 | 1  | 1 | 3 | 40 | 48 | –8  | 3 |
| Japán (JPN)       | 5 | 1  | 0 | 4 | 30 | 55 | –25 | 2 |
| Brazília (BRA)    | 5 | 0  | 2 | 3 | 40 | 52 | –12 | 2 |

| 1984. augusztus 6. 08:30 | Kína (CHN)           | 10–4 | Japán (JPN) |  |
| 1984. augusztus 6. 08:30 | (3–1, 3–2, 3–0, 1–1) |      |             |  |
| 1984. augusztus 6. 08:30 |                      |      |             |  |

| 1984. augusztus 7. 08:30 | Japán (JPN)          | 7–14 | Görögország (GRE) |  |
| 1984. augusztus 7. 08:30 | (1–4, 2–4, 1–2, 3–4) |      |                   |  |
| 1984. augusztus 7. 08:30 |                      |      |                   |  |

| 1984. augusztus 9. 13:30 | Japán (JPN)          | 5–8 | Kanada (CAN) |  |
| 1984. augusztus 9. 13:30 | (1–3, 1–1, 2–1, 1–3) |     |              |  |
| 1984. augusztus 9. 13:30 |                      |     |              |  |

| 1984. augusztus 10. 08:30 | Japán (JPN)          | 9–8 | Brazília (BRA) |  |
| 1984. augusztus 10. 08:30 | (1–1, 4–0, 3–2, 5–1) |     |                |  |
| 1984. augusztus 10. 08:30 |                      |     |                |  |

| Csapat      | Helyezés |
| ----------- | -------- |
| Japán (JPN) | 11.      |